# Semior
Semior is een historisch Spaans merk dat vanaf 1952 motorfietsen produceerde. Het waren 175 cc tweetakten met drie versnellingen.